# کلوئه لریش
کلوئه لریش (انگلیسی: Chloé Leriche؛ زادهٔ) کارگردان فیلم اهل کانادا است.